# Фельдмаршальский
Фельдма́ршальский — хутор в Новоалександровском районе (городском округе) Ставропольского края России. Находился в составе муниципального образования «Сельское поселение Раздольненский сельсовет» (упразднено 1 мая 2017 года).

## Варианты названия
- Фельдмаршальское[2].

## История
Образован 12 июля 1880 года как посёлок Григорополисский

## География
Расстояние до краевого центра: 68 км. Расстояние до районного центра: 17 км.

## Население
| 1989 | 2002 | 2010 | 2014 | 2021  | 2023  |
| ---- | ---- | ---- | ---- | ----- | ----- |
| 796  | ↗964 | ↘882 | ↘800 | ↗1011 | ↘1004 |

По данным переписи 2002 года, 83 % населения — русские.

## Образование
- Детский сад № 26 «Василёк»[10]
- Основная общеобразовательная школа № 12[11]

## Памятники
- Братская могила жертв белого террора и 14 советских воинов, погибших в борьбе с фашистами. 1918—1920, 1942—1943, 1953 года[12]

## Кладбище
Южнее хутора находится общественное открытое кладбище площадью 11 тыс. м².